# Heilig Hartbeeld ('s-Hertogenbosch)
Het Heilig Hartbeeld is een standbeeld in de Nederlandse stad 's-Hertogenbosch.

## Achtergrond
In het begin van de jaren twintig van de 20e eeuw werd een stichting opgericht om te komen tot een Heilig Hartbeeld. Het monument werd door de Belgische beeldhouwer Aloïs De Beule gemaakt naar een ontwerp van de Bossche kunstschilder Dorus Hermsen. Het werd op 19 juni 1925 onthuld en ingewijd aan het Julianaplein, in 1939 verhuisde het monument naar het Emmaplein.

## Beschrijving
Het bronzen beeld heeft neogotische kenmerken, de sokkel is in een neobarokke stijl uitgevoerd.
De beeldengroep bestaat uit een viertal figuren: een staande Christusfiguur, met op zijn hart het Heilig Hart, heft zegenend zijn handen boven een rechts van hem een geknielde man met hamer en links een geknielde vrouw met kind.
Aan de voorzijde van de sokkel is een tekstband aangebracht, met daarop de tekst: 

Caritate Perpetua Dilexi Te Ideo Attraxi Te Miserans Jer. 31-3

Op de hoekpunten van de sokkel werden kleinere beelden aangebracht, daarvan zijn nog twee aanwezig: een van en vrouwelijke heilige en een van Benedictus. Aan de achterzijde is een bronzen reliëf geplaatst met een voorstelling van de evangelist Johannes, gezeten op een troon. Aan weerszijden van Johannes waren oorspronkelijk wapenschilden geplaatst. Ook aan deze zijde is een tekstband te zien, met daarop de tekst: 

In het jubeljaar MCMXXV toen Pius XI Paus van Rome was en Arnoldus van Diepen Bisschop van 's-Hertogenbosch werd dit Heilig Hart monument opgericht en op den XIXden juni onthuld

## Foto's

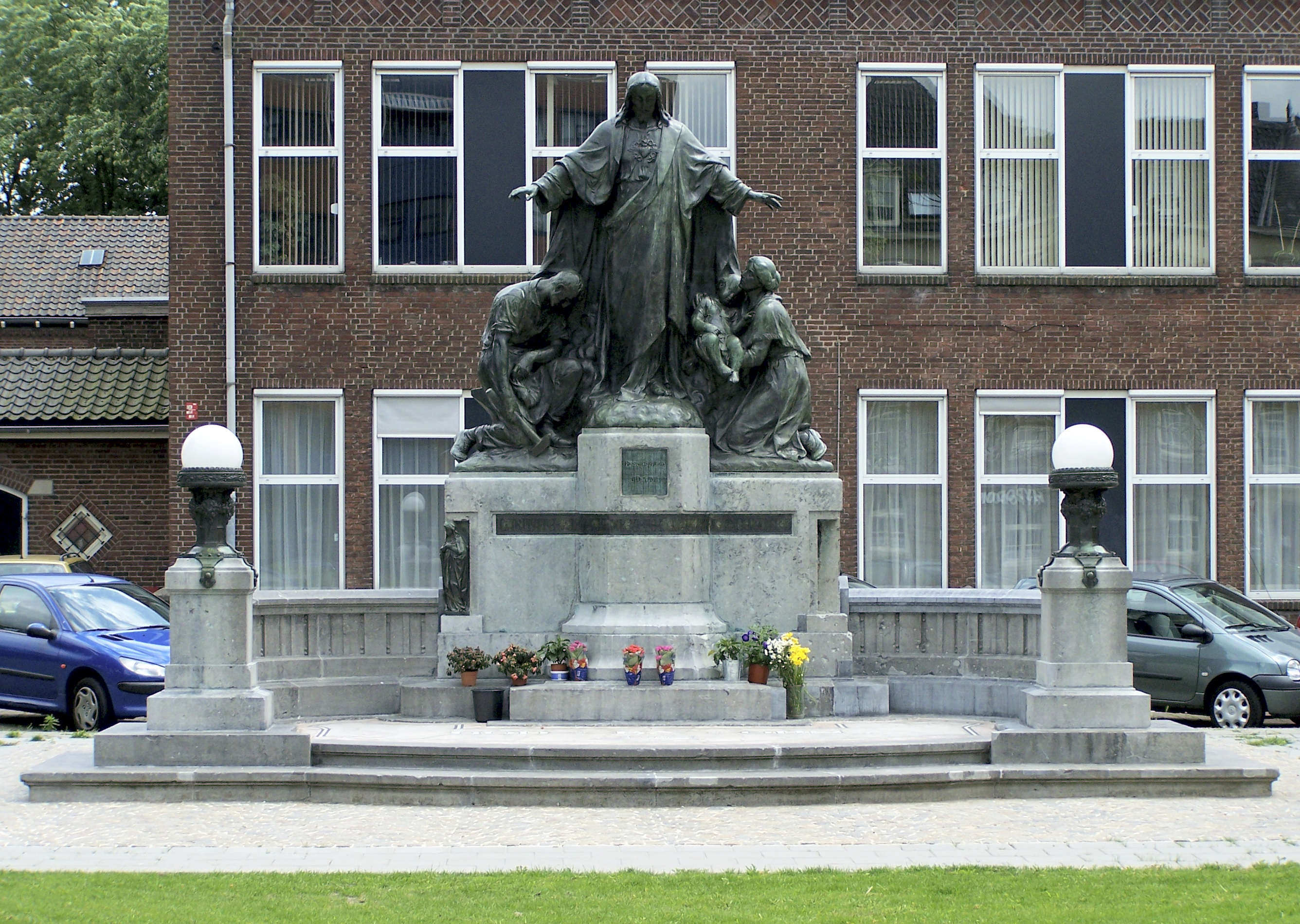
Vooraanzicht
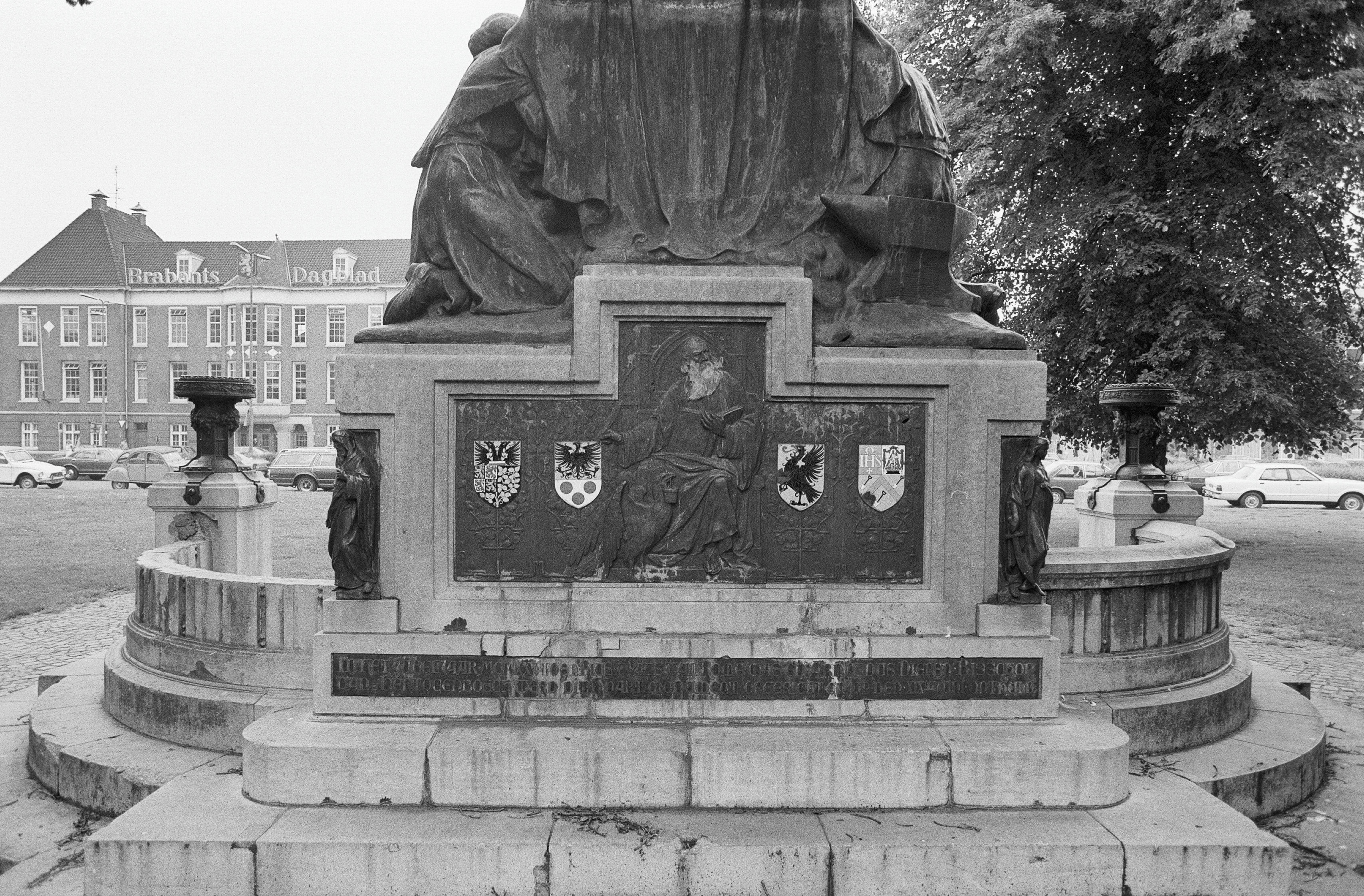
Achterzijde van het monument

## Waardering
Het beeldhouwwerk werd in 2001 als rijksmonument ingeschreven in het monumentenregister, omdat het cultuurhistorische waarde bezit "als bijzondere uitdrukking van een geestelijke ontwikkeling, namelijk de ontwikkeling van de Heilig Hart-devotie in het Interbellum. Voorts illustreert het de door initiatieven van particuliere religieuze instanties tot stand gekomen aankleding van de openbare ruimte in 's-Hertogenbosch. Het Heilig Hartbeeld bezit kunsthistorische waarde door de bijzondere iconografie en de rijke detaillering en door de plaats die het werk inneemt in het oeuvre van de beeldhouwer Aloys de Beule."